# Valério Publícola
Valério Publícola (em latim: Valerius Publicola) foi um oficial romano do século IV. Segundo uma inscrição (ix 1591) encontrada em Benevento, foi homem claríssimo, consular da Campânia e de ancestrais patronos da cidade. É possível que seja associado a Publícola, o filho da santa Melânia, a Velha. Há outra inscrição que menciona-o (vi 1776), mas os autores da PIRT sugerem que é uma falsificação do Renascimento.